# The Return of Dr. Octagon
The Return of Dr. Octagon è il settimo album solista del rapper statunitense Kool Keith e il primo sotto il nuovo pseudonimo di Dr. Nogatco, pubblicato il 25 aprile del 2006 e distribuito da Insomnia.
L'album ottiene recensioni miste, pur non riuscendo a classificarsi: il sito Metacritic gli assegna 61/100, voto basato su 22 recensioni.
| Recensione     | Giudizio |
| -------------- | -------- |
| AllMusic       | [ 1 ]    |
| RapReviews     | [ 2 ]    |
| Billboard      | [ 2 ]    |
| Pitchfork      | [ 3 ]    |
| The Observer   | [ 4 ]    |
| PopMatters     | [ 5 ]    |
| Rolling Stone  | [ 6 ]    |
| Slant Magazine | [ 7 ]    |
| Q              | [ 2 ]    |
| Spin           | [ 2 ]    |

## Tracce
1. Our Operators Are Masturbating – 0:24 (testo: J. Lindland, S. Walbrook, B. Green)
2. Trees – 2:46 (testo: J. Lindland, S. Walbrook, K. Thornton, B. Green)
3. Aliens – 2:54 (testo: J. Lindland, S. Walbrook, K. Thornton, B. Green)
4. Ants (featuring DJ Dexter) – 3:01 (testo: J. Lindland, S. Walbrook, K. Thornton, B. Green, D. Fabay)
5. Don't Worry MZ Pop Music (featuring April McClellan) – 0:32 (testo: J. Lindland, S. Walbrook, B. Green, A. McClellan)
6. Perfect World – 2:37 (testo: J. Lindland, S. Walbrook, K. Thornton, B. Green)
7. The Turtle Skit – 1:08 (testo: J. Lindland, S. Walbrook, K. Thornton, B. Green)
8. Al Green – 2:45 (testo: J. Lindland, S. Walbrook, K. Thornton, B. Green)
9. A Gorilla Driving a Pick-Up Truck – 3:35 (testo: J. Lindland, S. Walbrook, K. Thornton, B. Green)
10. Got Any Kids? – 0:23 (testo: J. Lindland, S. Walbrook, B. Green)
11. Doctor Octagon – 2:58 (testo: J. Lindland, S. Walbrook, K. Thornton)
12. It's the Morning – 2:48 (testo: J. Lindland, S. Walbrook, K. Thornton)
13. Jumpstart – 3:24 (testo: J. Lindland, S. Walbrook, K. Thornton, B. Green)
14. Eat It (featuring Princess Superstar) – 5:01 (testo: J. Lindland, S. Walbrook, K. Thornton, C. Kirschner, B. Green)

Durata totale: 34:16
Traccia bonus
1. Aliens (Subfocus'd) – 5:40 (testo: J. Lindland, S. Walbrook, K. Thornton, B. Green)